# リンカーン郡区 (アイオワ州ブエナビスタ郡)
リンカーン郡区は、アメリカ合衆国、アイオワ州、ブエナビスタ郡にある16の郡区の一つである。2000年の国勢調査で、人口は183人だった。

## 地理
リンカーン郡区は、93.9平方キロメートル（36.25平方マイル)で、組み込まれている自治体(incorporated settlements)は存在しない。アメリカ地質調査所によると、この郡区はLincoln Townshipの1つの霊園が含まれる。